# Liste der Herrscher im 13. Jahrhundert v. Chr.
Übersicht
15. Jahrhundert v. Chr. | 14. Jahrhundert v. Chr. | Liste der Herrscher im 13. Jahrhundert v. Chr. | 12. Jahrhundert v. Chr. | 11. Jahrhundert v. Chr.

Weitere Ereignisse
Dies ist eine synchrone Darstellung der Regierungszeiten von vorantiken Herrschern im 13. Jahrhundert vor Christus, visualisiert in Form von gleich skalierten Zeitleisten.
Die Daten folgen Mittlerer Chronologie, sind weder gesichert noch endgültig noch vollständig. Bitte Allgemeine Hinweise beachten!

Ungefähre Einflussbereiche um 1300 …

… und um 1200 v. Chr.

### Allgemeines
In der Zeitleiste symbolisiert eine Lücke von einem Jahr, dass in ungefähr dieser Zeit der Übergang zwischen zwei Herrschern angenommen wird. Ist der Übergangszeitraum genauer bestimmbar, wird dies durch einen dünneren Strich gekennzeichnet. Größere Lücken zwischen zwei Namen bedeuten nicht zwangsläufig, dass es keinen Herrscher gab; sondern kennzeichnen eine Ungewissheit. Wenn keine farbigen Balken angezeigt werden, können die entsprechenden Herrscher nach Stand der Forschung nicht genauer datiert werden. Die Darstellung erhebt keinen Anspruch auf Vollständigkeit.
Konkret verwendet wird hier die Datierung nach Nissen (2012) für die Angaben zu altorientalischen Königen sowie die Datierung nach Beckerath (1994) für die Angaben zu ägyptischen Königen. Für andere Weltgegenden gibt es in dieser Zeit keine belastbaren Angaben, auch nicht für China (vergleiche dazu Chronologisches Projekt Xia–Shang–Zhou), wo zwar die Shang-Dynastie über Nordchina geherrscht haben soll, alle genaueren Angaben jedoch erst wesentlich später notiert sind.
Grundsätzlicher Hinweis: Aufgrund der Problematik mit altorientalischer und ägyptischer Chronologie stehen die Angaben dieser Liste nicht endgültig fest. Zugrundegelegt wurde hier die Mittlere Chronologie, welche gemeinhin unter Altorientalisten als Konvention verwendet wird. Fachautoren geben meist an, welche Annahmen/Chronologien ihren Schriften zugrunde liegen: Je nach Meinung kann die Datierung von Großkönigen und Pharaonen in dieser Zeit um mehrere Jahre von den hier verwendeten Angaben abweichen.
Durch neue archäologische Erkenntnisse können sich gelegentlich auch Forschungsstand und geltende Lehrmeinung zur Datierung abrupt ändern. Wenn neuere Erkenntnisse eingepflegt werden, ist auf Gleichzeitigkeiten von Herrschern zu prüfen (diese soll entsprechend archäologischem Befund gewährleistet bleiben) und die verwendete Chronologie sowie die Quelle/Fundstelle anzugeben.